# Кармышак
Кармышак — деревня в Барабинском районе Новосибирской области. Входит в состав Таскаевского сельсовета.

## География
Площадь деревни — 32 гектара

## История
В 1926 году состояла из 68 хозяйств, основное население — русские. Центр Кармышакского сельсовета Барабинского района Барабинского округа Сибирского края.

## Население
| 1926 | 2002 | 2007 | 2010 |
| ---- | ---- | ---- | ---- |
| 395  | ↘210 | ↗228 | ↘185 |

## Инфраструктура
В деревне по данным на 2007 год функционируют 1 учреждение здравоохранения, 2 образовательных учреждения.